# Motyxia pior
Motyxia pior är en mångfotingart som beskrevs av Chamberlin 1941. Motyxia pior ingår i släktet Motyxia och familjen Xystodesmidae. Inga underarter finns listade i Catalogue of Life.